# ギャングと過ごすヴァカンス
『ギャングと過ごすヴァカンス』（ギャングとすごすヴァカンス、イタリア語: Vacanze col gangster）は、1952年（昭和26年）製作・公開、ディーノ・リージ監督によるイタリアの映画である。同監督の長篇劇映画デビュー作である。

## 略歴・概要
本作は、1952年、イタリアの新興映画会社マンブレッティが製作、ルックス・フィルムが配給して同年、イタリア国内で公開された。後にチェッキ・ゴーリ・グループを興すマリオ・チェッキ・ゴーリがアソシエイトプロデューサーとしてクレジットされている。
日本では、本作に関しては劇場公開されておらず、2010年9月現在、DVD等のビデオグラムも発売されていない。

## スタッフ
- アソシエイトプロデューサー : マリオ・チェッキ・ゴーリ
- 監督 : ディーノ・リージ
- 脚本 : エンニオ・デ・コンチーニ、ディーノ・リージ
- 撮影 : ピエロ・ポルタルーピ （Piero Portalupi）
- 美術 : フラヴィオ・モゲリーニ
- 編集 : フランコ・フラティチェッリ （Franco Fraticelli）
- 音楽 : マリオ・ナシンベーネ

## キャスト
クレジット順
- マーク・ローレンス - Jack Mariotti
- ジョヴァンナ・パーラ （Giovanna Pala） - Amelia
- マリオ・ジロッティ （テレンス・ヒル） - Gianni
- ランベルト・マッジョラーニ （Lamberto Maggiorani） - Il galeotto innocente N. 5823
- ガエターノ・ペッシナ （Gaetano Pessina） - Andrea
- ルチアーノ・カルーゾ （Luciano Caruso） - Mario
- アルフレード・バルディエリ （Alfredo Baldieri） - Nino
- アントニオ・マーキ （Antonio Machi） - Ugo

## 関連事項
- イタリア式コメディ

## 註
1. 1 2 3 4  Vacation with a Gangster, Internet Movie Database （英語）, 2010年9月10日閲覧。
2. ↑  Vacanze Col Gangster, allmovie （英語）, 2010年9月10日閲覧。